# Hans Kögel
Hans Kögel (* 5. Juni 1897 in Leipzig; † nach 1950) war ein deutscher Politiker (LDP). Er war von 1946 bis 1950 Landtagsabgeordneter in Sachsen-Anhalt. 

## Leben
Kögel war gelernter Bankkaufmann und arbeitete später als Brauereikaufmann in  Zeitz. Von 1943 bis 1945 kämpfte er im Zweiten Weltkrieg, anschließend war er in amerikanischer Kriegsgefangenschaft. Nach seiner Rückkehr trat er in Zeitz der LDP bei. Er gehörte der Stadtverordnetenversammlung an, in der er die LDP-Fraktion leitete; außerdem war er Kreisvorsitzender der LDP. Bei der Landtagswahl in Sachsen-Anhalt 1946 wurde Kögel in den Landtag gewählt. Dort gehörte dem Ausschuss für Wirtschaft sowie dem Ausschuss für Verkehr, Eisenbahn und Post an.